# Епанов, Павел Фёдорович
Павел Фёдорович Епанов (13.11.1924, Пермский край — 02.05.1975) — наводчик 45-мм орудия 1336-го стрелкового полка, младший сержант — на момент представления к награждению орденом Славы 1-й степени.

## Биография
Родился 13 ноября 1924 года в деревне Епаново Кудымкарского района Коми-Пермяцкого округа Пермского края. Коми-пермяк. Окончил 7 классов. Работал в колхозе.
В августе 1942 года был призван в Красную Армию. Окончил полковую школу. В действующий армии с апреля 1944 года. Воевал на 1-м и 2-м Прибалтийских и 3-м Белорусском фронтах. Был заряжающим, затем наводчиком 45-мм орудия 1336-го стрелкового полка 319-й стрелковой дивизии. Освобождал Прибалтику, громил врага в Восточной Пруссии, штурмовал Кёнигсберг.
10 августа 1944 года младший сержант Епанов вместе с расчетом под сильным огнём форсировал реку Айвиексте. На захваченном плацдарме участвовал в отражении семи контратак противника, поразив свыше 70 противников.
Приказом от 17 сентября 1944 года младший сержант Епанов Павел Фёдорович награждён орденом Славы 3-й степени.
23-24 января 1945 года в бою за город Лабиау наводчик 45-мм орудия младший сержант Епанов подбил штурмовое орудие и уничтожил пулемет, чем способствовал успешным действиям пехоты.
Приказом от 6 марта 1945 года младший сержант Епанов Павел Фёдорович награждён орденом Славы 2-й степени.
7 апреля 1945 года на подступах к форту Маринберг младший сержант Епанов подавил 2 огневые точки и крупнокалиберный пулемет, обеспечив продвижение подразделений полка. Был тяжело ранен. День Победы встретил в госпитале.
Указом Президиума Верховного Совета СССР от 29 июня 1945 года за исключительное мужество, отвагу и бесстрашие в боях с вражескими захватчиками младший сержант Епанов Павел Фёдорович награждён орденом Славы 1-й степени. Стал полным кавалером ордена Славы.
После войны продолжал службу в армии. В 1945 году вступил в ВКП/КПСС. В 1947 году был демобилизован.
Вернулся на родину. Был бригадиром в совхозе «Карабасовский». Умер 2 мая 1975 года. Похоронен на кладбище села Белоево Белоевского сельского поселения Кудымкарского муниципального района Пермского края.
Награждён орденами Славы 3-х степеней, медалями.
Бюст П. Ф. Епанова установлен на бетонной стеле в аллее Героев Советского Союза и полных кавалеров орденов Славы, открытой в городе Кудымкаре в 1986 году.